# Zimtbauch-Hakenschnabel
Der Zimtbauch-Hakenschnabel (Diglossa baritula) ist eine Vogelart der Familie der Hakenschnäbel (Diglossa) aus der Familie der Tangaren (Thraupidae). Die Art kommt in Mexiko, Guatemala, Honduras und El Salvador vor. Am 22. April 1983 wurde erstmals ein Tier in Nicaragua entdeckt, bei dem es sich eventuell nur um einen verirrten Vogel handelte. Der Bestand wird von der IUCN als nicht gefährdet (Least Concern) eingeschätzt.

## Merkmale

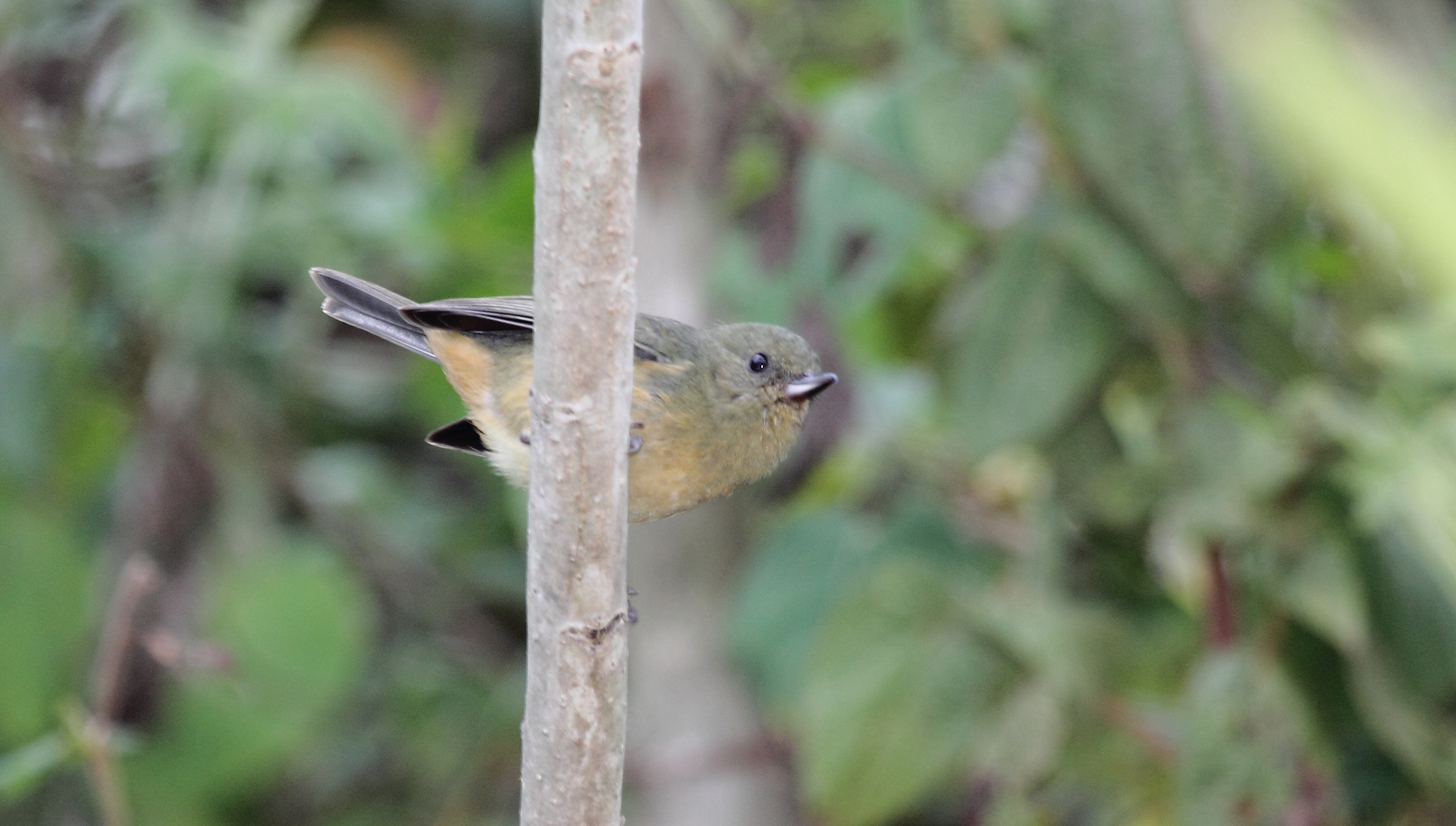
Zimtbauch-Hakenschnabel

Der Zimtbauch-Hakenschnabel erreicht eine Körperlänge von etwa 10,5 bis 12 Zentimeter. Der Oberschnabel hat eine hakenförmig nach unten gebogene Spitze. Der schwarze schmale Schnabel ist leicht gebogen und an der Basis blass rosafarben. Die Beine sind dunkel rosafarben. Der Kopf und die Oberseite des Männchens ziert ein schieferfarbenes Blaugrau, wobei der Farbton am Kopf etwas dunkler ist. Das Kinn und der obere Bereich der Kehle ist blaugrau. Die Unterseite ist zimtfarben. Das Weibchen ist im Gegensatz zum Männchen auf der Oberseite und am Kopf gräulich oliv. Die Flügel und der Schwanz sind etwas dunkler mit blasseren Flügelbinden. Die Kehle, die Brust und die Flanken sind aschfahl zimtfarben gefärbt, wobei die Brust verschwommene dunkle Streifen aufweist. Der Bauch ist zimtfarben.
Jungvögel ähneln den ausgewachsenen Tieren, doch sind der Kopf und die Oberseite des weiblichen Nachwuchses bräunlich oliv bis oliv, wobei die Flügel und der Schwanz dunkler sind. Flügelbinden und Schirmfedern sind hell zimtfarben gesäumt. Die zitronenfarbige Kehle und Brust wirkt schmutzig, wobei die Brust auch verschwommene dunkle Streifen aufweist. Der Bauch und die Unterschwanzdecken sind gelblichbraun. Die dunklen Flanken wirken ausgewaschen.

## Verhalten
Normalerweise sieht man Einfarb-Hakenschnäbel allein oder in Gruppen mit einigen Vögeln. Zu den Pflanzen, die sie zur Nahrungsaufnahme anfliegen, gehören Prunkwinden, Lobelien und die zu den Schwarzmundgewächsen gehörende Leandra. Sie sind äußerst emsig und flattern fortwährend herum. Wenn sie singen, kann man sie praktisch in allen Straten beobachten. Ihre Nester bauen sie im tiefliegenden Gebüsch zu einem dicken Kelch, der überwiegend aus Moos, Kiefernadeln und Wurzelfasern besteht. Hierin legen sie zwei bis drei hellblaue Eier mit braunen und grauen Sprenkeln bzw. Flecken.

## Verbreitung und Lebensraum
Die Vögel kommen in halboffenen von Kräutern überwachsenen Gebieten mit feuchten bis semiariden von Sumpf-Eichen und Immergrün bewachsenen Wäldern sowie in Blumengärten vor.  Hier bewegen sie sich in Höhen zwischen 1.200 und 3.500 Meter.

## Unterarten
Die Art wird in folgende Unterarten unterteilt:
- Diglossa baritula baritula Wagler, 1832 – die Nominatform, kommt in den Hochebenen Mexikos in den Bundesstaaten Jalisco, Guanajuato, Hidalgo und Veracruz südlich bis an den Isthmus von Tehuantepec vor.
- Diglossa baritula montana Dearborn, 1907 – Kommt in den Höhenlagen  des südlichen Mexikos im Bundesstaat Chiapas über Guatemala mit Ausnahme der Sierra de las Minas bis nach El Salvador vor. Die Im Gegensatz zur Nominatform ist die gesamte Kehle blaugrau und die Unterseite etwas dunkler.[4]
- Diglossa baritula parva Griscom, 1932 – Ist in den Hochebenen im Osten Guatemalas in der Sierra de las Minas bis nach Honduras u. a. ins Departamento  Francisco Morazán verbreitet. Die Unterart hat einen dunkleren Kopf und das zimtfarbene der Unterseite wirkt intensiver. Der Schnabel, die Flügel und der Schwanz sind etwas kürzer.[5][6]

Früher gab es in der Wissenschaft die Meinung, dass der in Costa Rica und Panama vorkommende Einfarb-Hakenschnabel (Diglossa plumbea) eine weitere Unterart sei. Mitochondriale-DNA-Untersuchungen ergaben, dass sie zusammen mit Einfarb-Hakenschnabel und Rostbauch-Hakenschnabel (Diglossa sittoides) eine Schwestergruppe bilden. Schon frühere allopatrische Untersuchungen kamen zum selben Ergebnis, dass D. baritula, D. plumbae und D. sttoides eine Superspezies bilden.

## Etymologie
Der Gattungsname ist von griechisch dis, di- (= zwei) und glossa (= Zunge) abgeleitet und bezieht sich auf die typische U-förmige Zunge dieser Gattung. Das Wort »baritula« leitet sich vom griechischen Wort »baritēs (βαρίτης G)« ab, einen kleinen unbekannten Vogel von dem Dionysos berichtete, dass er nicht mit einer Leimruten zu fangen sei. Das »montana« in der Unterart hat den Ursprung im lateinischen Wort »montanus« für »Berg«. Schließlich und endlich leitet sich »parva« vom lateinischen Wort »parvus« ab und bedeutet »klein«.